# Maianthemum henryi
Maianthemum henryi är en sparrisväxtart som först beskrevs av John Gilbert Baker, och fick sitt nu gällande namn av Lafrankie. Maianthemum henryi ingår i släktet ekorrbärssläktet, och familjen sparrisväxter. Inga underarter finns listade i Catalogue of Life.